# Maxus EV30
La Maxus EV30 è un furgone elettrico prodotta dalla casa automobilistica cinese Shanghai Automotive Industry Corporation (SAIC) con il marchio Maxus a partire dal 2018.

## Panoramica
Il Maxus EV30 è stato lanciato sul mercato automobilistico cinese a gennaio 2019 come furgone elettrico di medie dimensioni del marchio Maxus.

## Specifiche
Il Maxus EV30 è un furgone di medie dimensioni con 2 posti, dotato di un gruppo motopropulsore elettrico che produce 94 CV (70 kW) di potenza e 220 Nm di coppia, scaricati a terra sulle ruote anteriori. L'EV30 è in grado di raggiungere una velocità massima di 90 km/h e di accelerare da 0 fino a 50 km/h in 5 secondi. L'EV30 per il mercato cinese è dotato di un pacco batteria da 35 kWh montata sotto il pianale di carico che offre un'autonomia di 235 km secondo il ciclo NEDC.
EV30 è un furgone elettrico che è stato appositamente progettato per ospitare solo tale sistema di propulsione ed è realizzato con una struttura monoscocca in alluminio con la parte anteriore del veicolo realizzata in materiale composito. L'EV30 ha un'altezza da terra di 145 mm e di serie monta ruote in acciaio da 15 pollici. La capacità massima di carico utile per il modello cinese è di 830 kg e il volume di carico è di 5 m³. Dal punto di vista meccanico EV30 è dotato di sospensioni con montante MacPherson all'avantreno e una configurazione a balestra al retrotreno.
In alcuni mercati, l'EV30 viene offerto nelle varianti a passo corto e lungo che sono in grado di trasportare rispettivamente 4,8 e 6,3 m³. La variante a passo corto misura 4,5 m con un carico utile di 905 kg mentre la variante a passo lungo ha un interasse incrementato di 375 mm e raggiunge una lunghezza complessiva di 5,1 m con un carico utile di 1020 kg. 

## Vendite e esportazioni
Il Maxus EV30 viene venduto come Maxus E Deliver 3 nel Regno Unito a partire dal 2020. Rispetto al corrispettivo cinese EV30, l'E Deliver 3 ha la guida a destra e presenta al posteriore due porte ad armadio in luogo del classico portellone.
Sono disponibili due pacchi batterie per la versione destinata al Regno Unito: uno da 35 kWh e uno da 52,5 kWh, con un'autonomia rispettivamente di 98 miglia e 150 miglia secondo il ciclo NEDC. Con la ricarica rapida, per ottenere circa il 90% della batteria sono necessari 45 minuti, mentre una ricarica completa richiede circa sette ore. Nel Regno Unito sono disponibili tre varianti di passo. La variante a passo corto ha un volume di carico di 4,8 m³ e una capacità di carico utile massima di 905 kg, mentre la variante a passo lungo offre 6,3 m³ e 1020 kg. In Australia, il Maxus EV30 viene venduto come LDV EV30.